# Place de la Bourse (Amsterdam)
Pour les articles homonymes, voir Place de la Bourse.
La place de la Bourse (Beursplein en néerlandais) est une place de l'arrondissement Centrum de la capitale néerlandaise Amsterdam. Elle tire son nom du fait que la bourse d'Amsterdam est située sur son côté nord. Accueillant également le grand magasin De Bijenkorf sur son côté sud, elle est située le long du Damrak (l'un des principaux axes de circulation nord-sud du centre-ville) et de la Beurstraat (rue de la Bourse). Perpendiculairement à ces deux rues, le Beurspassage (passage de la Bourse) relie le Damrak avec la Nieuwendijk.

## Histoire

### Plans de Berlage
La place est aménagée au XIXe siècle, lorsqu'une partie du Damrak est rebouchée au nord de la place du Dam. En 1898, les travaux de construction de la bourse d'Amsterdam (Beurs van Berlage), conçue par l'architecte néerlandais Hendrik Petrus Berlage, débutent. Celle-ci est construite dans le but de remplacer l'ancienne bourse, achevée en 1848 et située à l'emplacement de l'actuel Bijenkorf qui tombait en désuétude. Berlage conçoit également les deux fontaines et six lampadaires qui sont installés sur la place en 1930. Ces derniers figurent au même titre que la bourse et le Bijenkorf au registre des monuments classés.
La construction de la nouvelle Bourse est achevée en 1903. Celle-ci accueille en réalité quatre bourses distinctes, disposant chacune de sa propre entrée : une bourse de commerce, une bourse des armateurs, une bourse aux céréales et une bourse des valeurs. La bourse de valeurs déménage vers un nouveau bâtiment situé sur la place en 1912. En 2000, les bourses de valeur de Paris, Bruxelles et Amsterdam fusionnent. À la suite de la fusion d'Euronext avec le New York Stock Exchange en 2007, l'actuelle bourse de la ville située au Beursplein 5 est aménagée pour accueillir NYSE Euronext.

### Époque contemporaine
La place est régulièrement utilisée pour divers événements tels que le marché d'art Klein Montmartre (« Petit Montmartre »), un clin d'œil au quartier bohème de Montmartre à Paris. Elle est également souvent le décor de manifestations politiques, notamment le camp Occupy en 2011, ou de rencontres musicales. La place de la Bourse accueille également un parc à vélos souterrain, inauguré en 2018, ainsi que l'entrée d'un parc de stationnement pour voitures, ce qui provoque régulièrement des embouteillages le long du Bijenkorf.

## Transports
La place est desservie par les lignes 4 et 14 du tramway d'Amsterdam à la station Dam.